# Moitessieria pasterae
Moitessieria pasterae is een slakkensoort uit de familie van de Moitessieriidae. De wetenschappelijke naam van de soort is voor het eerst geldig gepubliceerd in 2009 door Corbella, Alba, Tarruella, Guillen & Prats.